# Élections municipales en Côte d'Ivoire
Les élections municipales en Côte d'Ivoire permettent d’élire les conseillers municipaux. Le mandat des conseillers municipaux et du maire est en général de cinq ans, mais peut varier, notamment à la suite des crises politiques survenues dans le pays. La population ivoirienne attend ces élections avec impatience et enthousiasme. C'est un processus électoral qui est toujours accompagner de débat, de promesses et compagnes électorales. Ce processus permet au citoyens de choisir leurs élus locaux pour gérer les activités de leurs communes respectives. Les élections municipales sont vraiment crucial parce qu'elles permettent de répondre aux besoins spécifiques des populations et de faire la promotion de la démocratie.
Les dernières élections municipales en Côte d’Ivoire remontent au 2 septembre 2023.

## Histoire
Les premières élections municipales en Côte d'Ivoire remonte en 1960 juste après l'indépendance du pays. Depuis ces élections ont lieu tous les 5 ans à part les périodes de crise politique et de conflit où il est difficile d'organiser les élections. Les élections municipales restes importantes dans vie politique d'une nation malgré les turpitudes. Ainsi de 1960 à nos jours ces élections ont connu des avancées significatives.

### Scrutins
Les élections se font au scrutin uninominal majoritaire à un tour.

## Caractéristiques
Conformément à la loi relative à l’organisation municipale le nombre de conseillers municipaux par commune est fixé par décret en Conseil des ministres.

### Modes de scrutin
Selon l'article 175 du code électoral en son chapitre 5 sur l'élection des conseillers municipaux en ce qui concerne le mode du scrutin dit ceux-ci : ''Les conseillers municipaux sont élus pour cinq ans sur des listes complètes. Ils sont rééligibles. Les conseils municipaux sont renouvelés à une date fixée par décret en Conseil des ministres sur proposition de la Commission chargée des élections. La date est publiée au Journal officiel au moins deux mois avant les élections. Toutefois sur proposition de la Commission chargée des élections, un décret peut abréger ou proroger le mandat d’un conseil municipal pour faire coïncider son renouvellement avec la date des élections municipales.'' Ensuite dans l'article 176 : Les conseillers municipaux sont élus au suffrage universel direct et au scrutin de liste proportionnel et majoritaire à un tour sur des listes complètes sans vote préférentiel ni panachage. La liste qui recueille le plus de suffrages exprimés obtient la moitié des sièges à pourvoir. L’autre moitié des sièges est répartie, entre toutes les listes, y compris la liste majoritaire, à la proportionnelle et aux plus forts restes. Les sièges sont attribués aux candidats dans l’ordre de présentation sur la liste. Et enfin l'article 177: En cas d’égalité de voix entre les listes de candidats arrivées en tête, il est procédé à un nouveau scrutin pour les départager. Le scrutin a lieu dans les quinze jours qui suivent la date de proclamation des résultats. À l’issue de ces élections et en cas de nouvelle égalité, est déclarée élue la liste de candidats ayant la moyenne d’âge la plus élevée. De manière simple les conseillés sont élus pour 5 ans et peuvent être réélus. La date des élections est fixée par le gouvernement et il y a possibilité d'ajuste le mandat pour de bonnes raisons. Ensuite le vote se fait directement pour des liste complètes de candidats. Ainsi la liste qui arrive en tête gagne la moitié des sièges d'avance et l'autre moitié est repartie de manière proportionnelle entre toutes les listes. Les conseillers élus sont pris dans l'ordre de la liste. Un second tour est organiser en cas d'égalité des voix mais si l'égalité persiste toujours après ce second tour la liste d'âge avec la moyenne d'âge la plus élevée est déclarée vainqueur,,.

### Le processus électoral
Le processus électoral est règlementé par la loi électorale c'est auprès de la commission électorale indépendante(CEI) que les candidats vont soumettre leurs candidatures qui vérifie leurs éligibilité. Les élections ont lieu au scrutin uninominal majoritaire à un tour.

#### Les étapes du processus électoral
1. La CEI lance fixe la date des élections et lance l'appelle a candidature,
2. Les partis politiques et les candidats indépendants déposent leurs candidatures,
3. Vérification des candidatures et établissement de la liste des candidats admis par la CEI,
4. La campagne électorale a lieu pendant une période défini,
5. Les électeurs vote pour leurs candidats préférés,
6. La proclamation des résultats[5]

### Éligibilité et inéligibilité

#### Éligibilité
Selon le code électoral tout ivoirien âgé de 25 ans révolu qui a la qualité d'électeur peut se présenter aux élections municipales pour être élu conseiller municipal dans toute circonscription électorale de son choix (article 178). Pour faire acte de candidature aux élections municipales, l’électeur doit être inscrit sur la liste électorale de la circonscription choisie et résider effectivement dans la commune concernée. Toutefois, des électeurs n’étant pas inscrits sur la liste électorale de la circonscription choisie ou ne résidant pas dans la commune peuvent être éligibles s’ils y ont des intérêts économiques et sociaux certains. Le nombre des conseillers municipaux ainsi élus ne peut excéder le tiers de l’effectif du Conseil. (article 179). Les conjoints, les frères et sœurs, les ascendants et les descendants au premier degré ne peuvent être simultanément membres du même Conseil municipal(180),.

#### Inéligibilité
A sont article 181 sont inéligibles : 
- les personnes ayant acquis la nationalité ivoirienne depuis moins de dix ans ;

- les personnes secourues par un budget communal ;

- les présidents de Conseil régional, les conseillers régionaux, les maires, les adjoints au maire et les conseillers municipaux démis d’office pour malversations, même s’ils n’ont pas encouru de peine privative de droits civiques sans préjudice des dispositions de la loi relative à l’organisation municipale.

Sont inéligibles dans le ressort où ils exercent leurs fonctions :
- les préfets, sous-préfets, secrétaires généraux de préfecture et chefs de Cabinet de préfet ; les magistrats ; les comptables des deniers communaux et les entrepreneurs des services municipaux ; les agents salariés de la commune, non compris ceux qui, étant fonctionnaires publics ou exerçant une profession indépendante, ne reçoivent une indemnité de la commune qu’à raison des services qu’ils lui rendent dans l’exercice de cette profession ; les fonctionnaires ou autres agents de l'État chargés d'attribution de tutelle des Collectivités décentralisées à quelque titre et à quelque niveau que ce soit ; les militaires et assimilés.(article 182).

Tout conseiller municipal qui, pour une cause quelconque survenue après son élection, se trouve dans l’un des cas d’inéligibilité est immédiatement démis de ses fonctions par l'autorité de tutelle sur proposition de la Commission chargée des élections. La décision de l’autorité de tutelle est susceptible de recours par l’intéressé devant le Conseil d’État dans les sept jours de la notification. Ce recours est suspensif. Le Conseil d’État statue dans un délai de sept jours(article183),

### Élection du conseil municipal et des maires
Le processus d'élection du maire en Côte d'Ivoire est définie par la loi électorale. En effet selon l'article 144 du code électoral pour être élu maire le candidat doit être de nationalité ivoirienne, être âgé d'au moins 25 ans, être inscrit sur la liste électorale et ne pas être sous tutelle ou curatelle. Ensuite vient le dépôt des dossiers qui doit se faire au moins 30 jours avant la date du scrutin accompagné des pièces justificatifs à savoir l'âge, la nationalité, la résidence et l'inscription sur la liste électorale. Après il y a la campagne électorale, elle dure pendant 15 jours au cours de laquelle les candidats présentes leurs programmes et leurs projets aux électeurs à travers des meetings, débat etc. Après cela il y a le scrutin et le dépouillement, pendant cette période les électeurs votent leurs candidats préféré, après décompte, le candidat ayant obtenu le plus de voix est déclaré vainqueur. Et enfin, après avoir prêté serment auprès du préfet de région, le maire élu prend fonction.